# John Chandos
Sir John Chandos (1320 circa – 31 dicembre 1369) è stato un cavaliere medievale inglese.

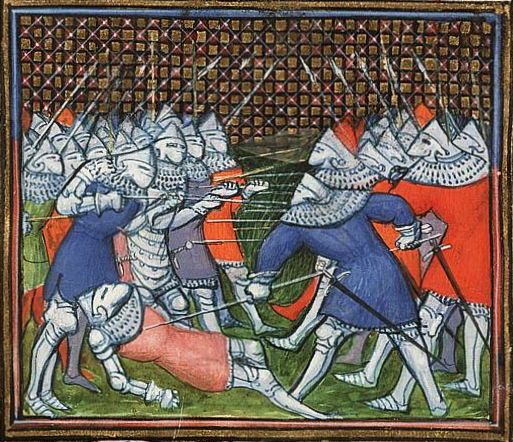
La morte di Sir John Chandos a Lussac (illustration from around 1410).

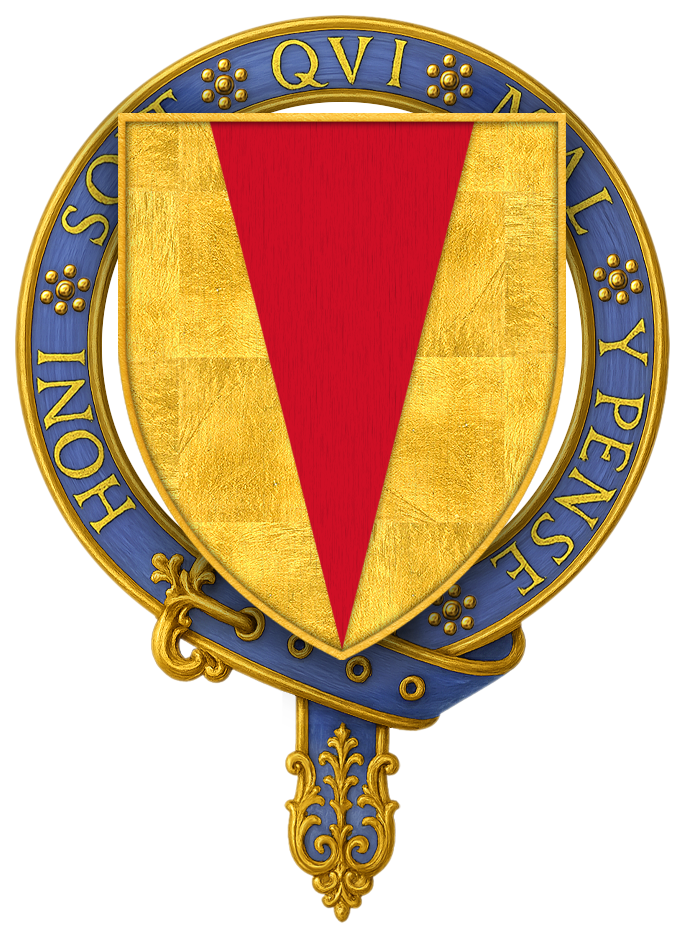
Stamma di Sir John Chandos, KG, illustrato in Garter stall plate (intorno al 1421) in Cappella di San Giorgio – Or, a pile gules..

Stemma di Chandos come descritto da Floissart

Fu visconte di Saint-Sauveur nel Cotentin, connestabile di Aquitania, siniscalco di Poitou, amico intimo di Edoardo il Principe Nero e fondatore dell'Ordine della Giarrettiera nel 1348. Era un gentiluomo di nascita, ma a differenza della maggior parte dei comandanti dell'epoca non aveva ereditato alcun titolo di nobiltà.
Lo storico medievale Froissart lo descrisse come "saggio e pieno di iniziative". Come stratega militare, si ritiene che Chandos fosse la mente dietro a tre delle più importanti vittorie inglesi della guerra dei cent'anni: battaglia di Crécy, battaglia di Poitiers e battaglia di Auray. La sua morte in una piccola scaramuccia fu rimpianta da entrambe le parti in lotta.

## Origini
Chandos era il figlio ed erede del signore del maniero di Radbourne, detenuto dalla sua famiglia dal tempo della conquista normanna dell'Inghilterra. Inevitabilmente, si formò nelle arti della guerra e si distinse come giovane cavaliere.

## Carriera militare
Secondo le cronache di Henry Knighton, alla vigilia della Battaglia di Sluis,  Edoardo III ancorò la sua flotta a Blankenberge e mandò a terra Chandos con  Sir Reginald Cobham e Sir Stephen Lambkin per la ricognizione della flotta francese. Scoprirono che le navi nemiche erano disposte in tre linee compatte e comprendevano la grande nave inglese Christopher catturata in precedenza. Le navi erano molto vicine tra loro e ancorate all'ingresso del canale dello Zwin
Chandos era stato una figura di spicco nella Battaglia di Crécy e come capo di gabinetto di Edoardo il Principe Nero, progettò la strategia che aveva portato alla vittoria nella Battaglia di Poitiers nel 1356.
Nel 1360, Chandos venne creato knight banneret, cosa che gli consentì di portare il suo stendardo in battaglia. Era stato insignito del titolo di visconte di Saint-Sauveur da re Edoardo III. Ciò non corrisponde a quanto riportato nella Vita del Principe Nero, scritta da Chandos Herald, araldo di John Chandos, secondo il quale Chandos era stato nominato knight banneret subito prima della Battaglia di Nájera nel 1367. Tuttavia, in quell'occasione, Edoardo il Principe Nero del Galles e d'Aquitania, si limitò a dispiegare lo stendardo di Chandos come segno di rispetto.
Il 29 settembre 1364, Chandos guidò le forze del Duca  Giovanni di Montfort alla vittoria nella battaglia di Auray, vincendo la guerra di successione bretone e permettendo a di Montfort di diventare Giovanni V, duca di Bretagna.
In premio per il suo servizio, Chandos fu creato luogotenente di Francia, vice ciambellano d'Inghilterra e visconte di  Saint-Sauveur nel Cotentin. Durante la guerra dei cent'anni, divenne connestabile di Aquitania. Successivamente, tuttavia, dopo essere stato in disaccordo con Edoardo su come dovevano essere tassati i cittadini della Guienna, si ritirò nella sua proprietà in Normandia.

## Morte
Nel 1369, i francesi contrattaccarono con successo, riconquistando molto territorio e costringendo Edoardo a richiamare Chandos, che fu nominato siniscalco di Poitou e si stabilì a Poitiers. Sir John tentò di affrontare i tentativi francesi di riconquistare una posizione nella provincia. Il bretone John Kerlouët e Louis de Saint Julien Trimouille, signore di Lusignan, avevano occupato La Roche-Posay e  Saint-Savin, a pochi chilometri da Poitiers. Chandos decise di riconquistare l'abbazia di Saint-Savin, con un attacco a sorpresa al riparo della notte.
L'attacco pianificato fallì quando, pensando di essere stata scoperta dal nemico, la forza di Chandos si ritirò verso il ponte attraversando il fiume Vienne a Lussac-les-Châteaux, lungo il percorso per Poitiers attraverso Chauvigny. I francesi, ignari della loro presenza, avevano deciso di seguire la stessa strada per molestare le truppe inglesi. Gli avversari si incontrarono al ponte di Lussac. Nella battaglia, il lungo cappotto di Chandos lo fece scivolare sul gelo. James de Saint-Martin, uno scudiero nella casa di Sir Bagnac (o Guillaume Boitel, secondo Paul Hay du Chastelet) colpì Chandos con la sua lancia, bucandogli la faccia sotto l'occhio. Lo zio di Chandos, Edward Twyford, in piedi sopra il nipote ferito, respinse gli aggressori. Uno dei suoi scudieri trafisse entrambe le gambe di James Saint-Martin con la sua spada. Saint-Martin morì tre giorni dopo a Poitiers. John Chandos fu portato su un grande scudo a Morthemer, la fortezza inglese più vicina. Morì nella notte, tra il 31 dicembre e le prime ore del 1º gennaio 1370, dopo un giorno e una notte di agonia, all'età di circa 50 anni.

## Eredità
Quando la notizia della morte di Sir John raggiunse la corte di  Edoardo III in Inghilterra, e quella del Principe Nero nella Guienna, vi fu un grande turbamento. Chandos non era stato solo un grande guerriero, ma anche un abile amministratore e un saggio politico.
Subito dopo la sua morte, le autorità inglesi, eressero un cenotafio per commemorare il punto in cui cadde. Il cenotafio è ancora mantenuto e visibile in un giardino lungo la via Jean Chandos in un posto chiamato Les Aubeniaux (comune di  Mazerolles (nel dipartimento di Vienne ). Alla fine del XIX secolo, la società locale di storia lo spostò di alcuni metri dal confine del fiume Vienne a causa delle ricorrenti esondazioni di questo fiume.
La sua morte fu pianta da entrambe le parti. Nel suo libro "Una breve storia della guerra dei cent'anni", Desmond Seward afferma che Carlo V di Francia ("Carlo il Saggio") avrebbe detto che "se vivesse ancora Chandos, avrebbe trovato un modo per fare una pace duratura ".  Froissart fu più circospetto, ma disse che "ho sentito dispiacere in tanti rinomati cavalieri in Francia, i quali hanno detto che è stato un grande peccato che sia stato ucciso, e che, se poteva essere fatto prigioniero, era così saggio e pieno di mezzi, che avrebbe trovato qualche sistema per realizzare una pace tra la Francia e l'Inghilterra". Dichiarò anche di Chandos che "mai da cento anni esistette tra gli inglesi uno più cortese, né più pieno di ogni virtù e buona qualità di lui".

## Chandos Herald
L'araldo di John Chandos, noto come Chandos Herald, scrisse un significativo poema intitollato, The Life of the Black Prince. Il poema descrive molte delle imprese del Principe nella guerra dei cent'anni, tra cui la prima guerra civile castigliana, la battaglia di Crécy e la  battaglia di Poitiers (anche se queste ultime due solo brevemente).

## Influenze culturali
John Chandos è uno dei protagonisti del romanzo di Arthur Conan Doyle The White Company (1892) e di quello successivo Sir Nigel.